# HD 11624
HD 11624，又名BD+36 346，SAO 55082、HR 552，是一颗恒星，视星等为6.26，位于銀經136.75，銀緯-24.03，其B1900.0坐标为赤經1h 49m 2.9s，赤緯+36° -24.03′ 13″。